# GR 177
El GR 177, o Ronda del Moianès, és un Sender de gran recorregut de format circular que recorre la comarca del Moianès. Discorre pels termes municipals de Collsuspina, l'Estany, Santa Maria d'Oló, Moià, Calders, Monistrol de Calders, Granera, Castellterçol, Sant Quirze Safaja, Castellcir i, finalment, retorna a Collsuspina.

## Recorregut
Pel fet que té un traçat circular, el GR 177 pot tenir qualsevol punt de partida, i les etapes es poden subdividir de moltes maneres. En els documents elaborats per la FEEC (Federació d'Entitats Excursionistes de Catalunya), en proposen la subdivisió següent:
- Etapa 1a: Moià - Calders (17,075 km, temps estimat: 4 h. 15 mn.)
- Etapa 2a: Calders - Granera (16,230 km, temps estimat: 4 h. 30 mn.)
- Etapa 3a: Granera - Castellterçol (15,115 km, temps estimat: 3 h. 45 mn.)
- Etapa 4a: Castellterçol - Castellcir (19,400 km, temps estimat: 4 h. 55 mn.)
- Etapa 5a: Castellcir - l'Estany (18,905 km, temps estimat: 4 h. 25 mn.)
- Etapa 6a: L'Estany - Moià (22,175 km, temps estimat: 5 h. 30 mn.).

En aquest article, en canvi, se segueix la proposta del Consorci del Moianès, i es descriu el GR en el sentit contrari al recorregut de les busques del rellotge, partint del poble situat més al nord-est de la comarca.

### Terme municipal de Collsuspina

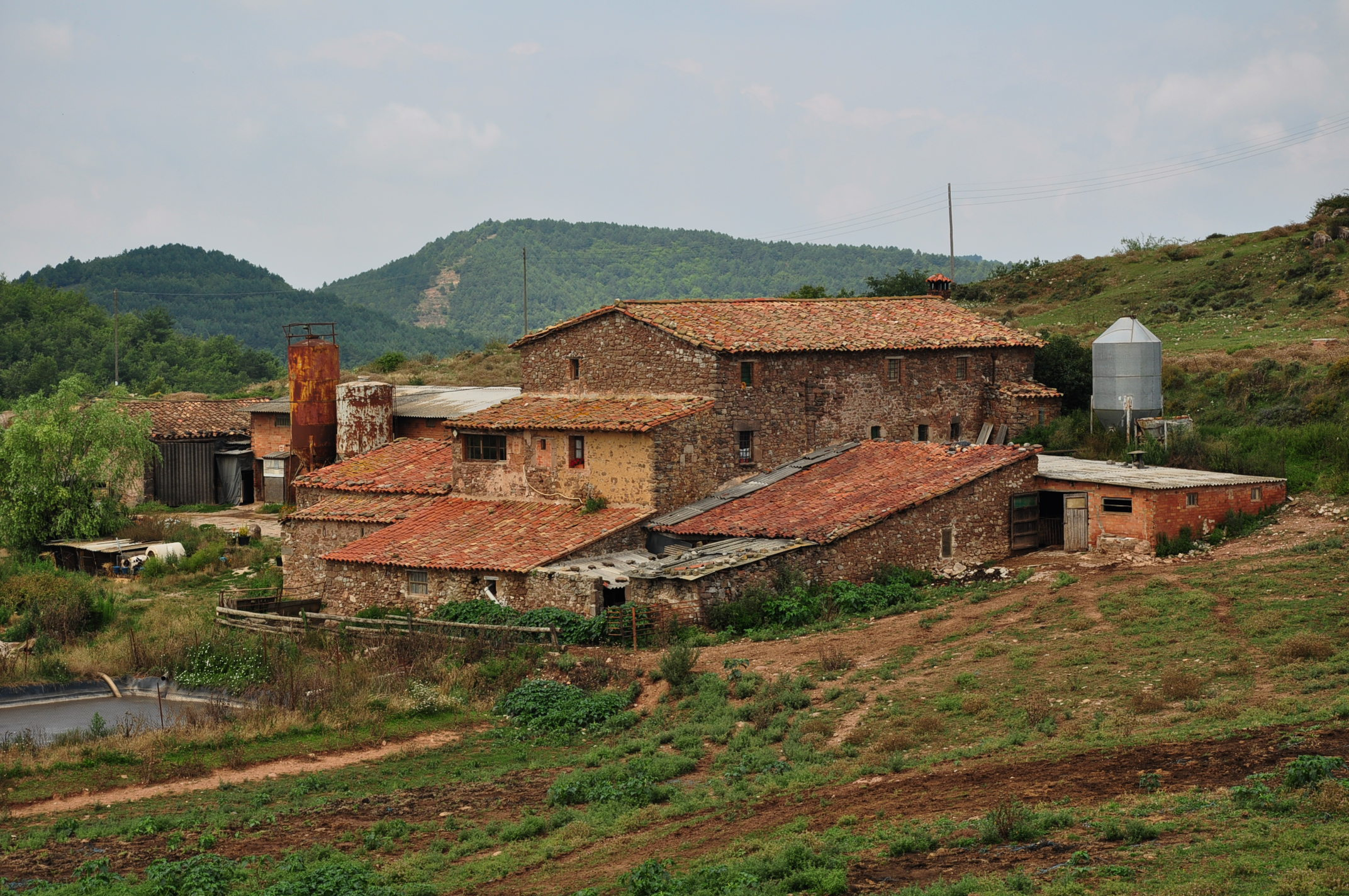
Mas Bellver

Surt de la Plaça Major de Collsuspina, des d'on enfila cap al nord el Carrer Major, fins a sortir del poble i travessar la carretera N-141c. Passa pel bell mig del Pla dels Casals i pel Carrer de les Casetes travessa el raval de les Casetes cap al nord-est. A partir d'aquest raval el GR 177 deixa cap al nord-est el traçat del Camí antic de Muntanyola i del Camí ral de Muntanyola, per trencar cap al nord pel Camí de Sant Cugat de Gavadons.

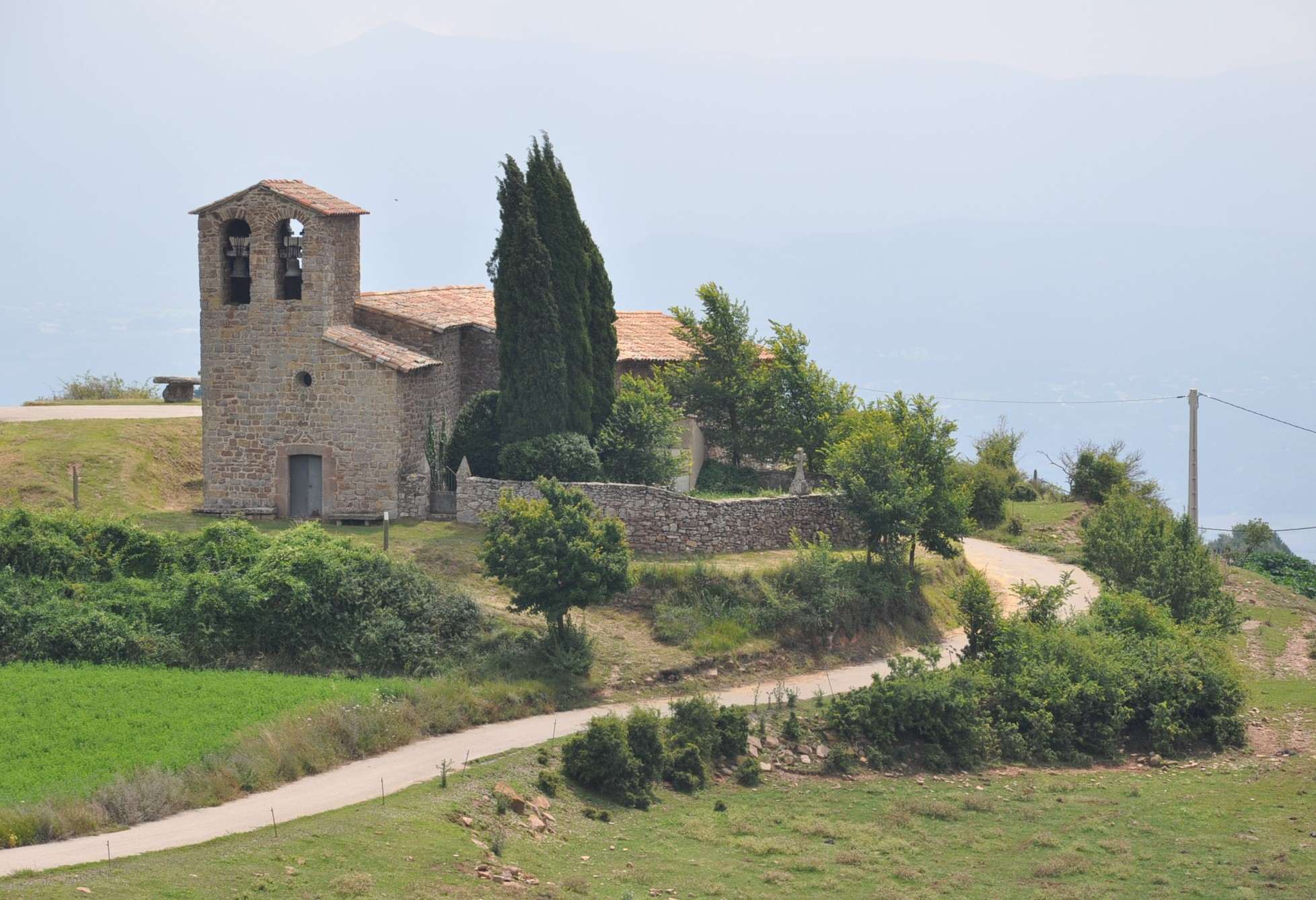
Sant Cugat de Gavadons

Deixa a ponent la masia de Can Jan, al cap d'un tram llarg deixa a llevant la masia del Camp, alhora que passa a ran de la masia de l'Oller, que és al costat de ponent del camí, travessa pel límit oest el Pla de Mas Bastó i arriba al costat de llevant del Mas Noalard. Després de deixar-lo enrere, troba al costat de ponent del camí la Creu de Noalard i per l'extrem de llevant del Serrat de l'Home arriba al Mas Bellver, a prop del qual, a llevant seu, hi ha l'església romànica de Sant Cugat de Gavadons.
Tanmateix, per seguir amb exactitud el traçat de la Ronda del Moianès, cal tornar a la Creu de Noalard, des d'on cal emprendre cap a ponent, fins a arribar al Collet de Bolederes, seguint per l'esquerra el torrent del Soler fins que aquest es desvia cap al nord-oest. Aleshores el camí, sempre cap a ponent, va a buscar el vessant sud del Serrat de la Baga de Noalard, on hi ha el Collet de Bolederes, on acaba el terme de Collsuspina.

### Terme municipal de Moià (Sant Pere de Ferrerons)
Des del Collet de Bolederes, el traçat del GR 177 s'adreça cap a ponent, però fent inflexions cap al nord per anar superant els torrents que va travessant. Passa pel vessant de migdia del Serrat de la Baga de Noalard, va a buscar la carena que separa les valls dels torrents que en surten cap al nord (torrent del Soler) dels que ho fan cap al sud (torrent de la Torre, i va a buscar el Collet d'Herbaprima. Tot seguit, sempre cap a ponent, passa per l'extrem sud del Serrat de Sant Joan i el nord del Serrat del Puig, on hi ha el Collet de Mas Güell, al nord del Camp de Mas Güell. En aquest lloc, el GR 177 torç cap al nord, en direcció a la masia de la Guantera, fins que, en arribar a uns 200 metres al sud de la masia, gira en rodó cap al sud, quasi en paral·lel per sota i a ponent del darrer tram del mateix camí. Travessa la Coromina de la Guantera, i a l'extrem sud-est d'aquest paratge troba una cruïlla de camins, on enllaça amb el GR 3, que procedeix de migdia.
Juntament amb aquest altre GR, doncs, emprèn altre cop cap a ponent fins que, poc abans d'arribar a la Caseta Alta, gira cap al nord-oest. En aquesta direcció, arriba a l'extrem meridional del Serrat de Garfís, en el vessant nord-est del Puig de les Conques, on hi ha el Collet de la Caseta Alta, on gira altre cop cap a ponent. Ressegueix tot el vessant nord del Puig de les Conques i va girant cap al nord-oest. Passa prop i al nord-est del Dolmen de Puig Rodó, i va a buscar, sempre cap al nord-oest, el Serrat de l'Horabona, deixant a ponent el Puig Rodó. Passant per damunt i a ponent de la Baga de Garfís, segueix carena amunt del Serrat de l'Horabona, fins al Collet de Cantallops, on abandona el terme municipal de Moià i entra en el de l'Estany.

### Terme municipal de l'Estany
Des d'aquest coll, el GR 3 i el GR 177 recorren tot el Serrat de l'Horabona, en direcció nord-nord-oest, fins al seu extrem septentrional, on hi ha el Coll Sobirà, després de passar pel vessant occidental de la Barra. Des d'aquest lloc, davalla cap al nord-oest, per arribar de seguida al poble de l'Estany, resseguint el vessant occidental de la Serreta. Passa per davant de Betlem i el Molí del Grau, la Mina i el Pedró de Pontarró, i entra en el nucli de l'Estany pel seu extrem nord-est, pel Carrer de Jacint Verdaguer, fins al monestir de Santa Maria de l'Estany.
En aquest lloc, el GR 3 se separa del GR 177, ja que surt de l'Estany cap al nord. El GR 177 s'adreça cap al nord-oest; passa davant de Cal Noguera, va a cercar el Collet de Sant Pere, i, sempre cap al nord-oest, passa pel vessant occidental del Puig de la Caritat i segueix un tros de la vall del torrent del Gomis per la dreta d'aquest torrent fins a saltar cap al seu afluent, el torrent del Boledar, que també ressegueix per la dreta, arriba al Collet de les Llebres i els Restobles del Boledar, passa pel vessant meridional del Serrat dels Lliris fins que deixa a migdia les restes de la masia de Montfred i les Feixes de França. Tot seguit, va a buscar el vessant sud de la Serra de l'Estany, tornant a trobar el costat dret del torrent del Gomis, passa pel vessant meridional del Turó del Gomis, i poc després abandona el terme municipal de l'Estany per entrar en el de Santa Maria d'Oló.

### Terme municipal de Santa Maria d'Oló
Ja dins d'aquest terme, travessa el Serrat dels Moros, i poc després arriba al Mas de Sant Miquel i a l'església romànica de Sant Miquel d'Oló. Des d'aquest lloc, el GR 177 emprèn la direcció oest-sud-oest, passa pel nord de la masia de la Rodoreda, després va a buscar també el nord del mas de Torigues i de la capella de Sant Miquel i el Roser de Torigues, passant per la carena del Serrat de Torigues. Al nord-oest del GR 177 queden el poble de Santa Maria d'Oló i els masos de Roselles, la Deu i el Joncar. Sempre en la mateixa direcció, el GR enllaça amb un camí més ample i transitat i tot seguit arriba al nord del Mas Rovira.
El GR s'ha anat decantant més cap al sud-oest, i encara ho farà més cap al sud, deixant a ponent el mas Moretones, fins que arriba a Rojans. En aquest lloc el GR 177 fa la seva primera derivació, el GR 177-2, que mena a Sant Joan d'Oló. Poc més al sud de Rojans, es troba l'arrencada del GR 177-1, que mena a Calders per Urbisol i la vall de la Riera de Malrubí. A Calders aquesta variant torna a troba el GR 177 principal.
El GR 177 poc després de Rojans gira cap al sud-est per adreçar-se a Sant Vicenç de Vilarassau i la masia de Vilarassau, després passa entre la Creu Trencada -nord- i el Serrat del Pi -sud- i s'adreça cap a l'Illa, on arriba a trobar el Riu Sec. El remunta cap al nord-est per sota del Cingle de Cal Pere, on troba la Font de la Teula, travessant diverses vegades el curs d'aigua, quasi sempre sec, de manera que acaba abandonant el terme de Santa Maria d'Oló per entrar en el de Moià.

### Terme municipal de Moià (Sant Feliu de Rodors)
Entra definitivament en el terme moianenc en el Molí del Perer. Des d'aquest molí, el camí s'adreça cap al sud, remuntant el coster que s'estén a migdia i a llevant del molí, deixant enrere, a baix, la vall de la Riera de Malrubí. Passa a llevant del paratge de Cal Grill i a ponent de la Baga del Molí del Perer, i arriba a la masia del Rourell. Continua pel mateix camí cap a migdia, fins que el mateix camí fa una girada cap al nord-est per continuar remuntant el coster, i s'adreça cap al sud-oest de Casamitjana, masia a la qual no arriba, envolta pel nord el Serrat del Rourell i ateny el Pla de Maria (Rodors)Pla de Maria, al capdamunt del coster esmentat, moment en què entra en el terme de la parròquia de Santa Maria de Moià.

### Terme municipal de Moià (Santa Maria de Moià)
Travessa el Pla de Maria cap a llevant, fins que torç cap al sud, en direcció a la masia de Pedrissa. Passa pel costat oest de la masia, a una certa distància, travessa el Serrat de Coromines i continua cap al sud, deixant a llevant el Pla del Pou. Sempre cap al sud, en arribar al Collet de la Bassa, on hi ha la Bassa de Coromines i gira a llevant per anar fins a la masia de Coromines, lloc on torna a tòrcer cap al sud. Fa la volta pel costat de llevant al Turó de Sant Andreu, on hi ha les restes del Castell de Clarà i l'església romànica de Sant Andreu de Clarà, passant per sota i a migdia de la Costa de Sant Andreu, fins que ateny la Caseta d'en Fermí.
En aquesta masia gira cap al sud-est pel costat de migdia, a sota, de la casa, i va a buscar la Riera de l'Om, que travessa a ponent de les Terres de Sant Andreu. Seguint aquest camí cap al sud-est, passa a llevant de les Espedroses i a ponent de la Costa d'en Fermí, primer, i de la Costa de les Forques, després, arriba a l'extrem occidental de la vila de Moià, en la qual, però, no entra. Ben al contrari, a ran de les primeres cases, agafa el camí vell de Manresa i se n'allunya, cap a ponent, segueix un tram curt de la carretera N-141c en direcció a Calders i Manresa. Per la carretera, sense travessar la Riera de l'Om, emprèn pel primer camí que troba a la dreta de la riera que s'adreça cap al sud. Travessa l'extrem de llevant del Serrat Cirerer i arriba a l'extrem nord del Club de Golf Montbrú - Moià, camp de golf rústic, el va resseguint pel costat de ponent, i el camí va girant cap al sud-oest. Deixa al nord el Pla dels Pins i al sud la Creu de Fusta, i s'adreça a l'extrem sud-oriental del Serrat de la Por.
Sempre cap al sud-oest i per damunt de la cinglera, ressegueix pel sud tot el Serrat de la Gana, deixant a migdia la Feixa Llarga; passa pel costat sud del lloc on hi ha el Dolmen de Santa Magdalena, segueix sempre cap al sud-oest el vessant meridional del Serrat de Santa Magdalena fins que, pel damunt i al nord dels Cingles de Serramitja, passa pel sud de l'ermita de Santa Magdalena i a la mateixa masia de Serramitja. Des de la masia continua encara cap al sud-oest, fins que troba un trencall cap al sud-est, que comença a davallar cap a la vall que s'obre en aquest lloc. En aquesta cruïlla abandona el terme municipal de Moià per endinsar-se en el de Castellcir, a la Vall de Marfà.

### Terme municipal de Castellcir (Vall de Marfà)
El GR 177 davalla cap al sud-est, buscant la vall del torrent de Serramitja resseguint per sota els Cingles de Serramitja, i fent diverses giragonses per baixar de nivell, s'aboca en el Camí de Monistrol; segueix aquest darrer camí cap al sud-oest, seguint de forma paral·lela per la riba dreta, però a una certa distància i alçada del curs d'aigua, la Golarda. Deixa al sud-est les restes de la masia de la Datzira, que és a l'altre costat de la Golarda, i poc després la masia dels Sors i, poc després de veure aquesta darrera masia, abandona el terme de Castellcir per entrar en el de Monistrol de Calders just al nord i per damunt del Roc del Paraigua.

### Terme municipal de Monistrol de Calders
Sempre per damunt i al nord de la Golarda, el GR 177 travessa els Solells de la Coma, i arriba al cap de poc a la masia de la Coma. Tot aquest tram es fa pel vessant meridional del Serrat de Baiones. Un cop a la Coma, el GR 177 passa als peus i pel sud de la masia, i va a cercar el torrent de la Baga Cerdana, que és, de fet, el mateix curs d'aigua que ja ha trobat a Moià: la Riera de l'Om. En travessar aquest torrent, el camí gira cap al sud, i va a cercar el Pedregar on, en un espai que fa honor al seu nom, just abans de trobar una gran pedrera, el camí s'enfila fent tres revolts molt tancats per tal d'anar a buscar la Carena del Peter, per on s'enfila pel Serrat de la Tirolena, que és termenal entre Monistrol de Calders i Calders. El camí discorre pel vessant oest i, per tant, és ja en terme calderí.

### Terme municipal de Calders
Al capdamunt del Serrat de la Tirolena es troba un trencall, on el GR 177 abandona el camí principal, marxant cap al nord-oest. Fa la volta a la vall del torrent de Vilaterçana, i quan arriba al costat de ponent de la vall d'aquest torrent, s'enfila per un corriol cap al nord-oest, i va a buscar la carena d'aquell costat, per on arriba al Camí de Sant Amanç a la Grossa. El segueix una mica cap al nord-est, per de seguida trencar cap a ponent, arribant a Reixac en molt poc tros. Des d'aquesta masia, el GR 177 segueix cap al nord-oest, fent una doble ziga-zaga, passa per la Calcina, deixant la Quintana de Reixac a llevant, i acaba d'arribar a Trullars, que deixa just a migdia del camí. Seguint pel mateix camí, acaba d'arribar al poble de Calders, on entra pel costat de ponent del Bosc del Serra. Segueix tot el carrer de Moià, de nord-est a sud-oest, travessa la carretera N-141c, segueix tot el carrer del Raval, fins que ateny la Plaça Major, on troba la variant GR 177-1, que prové del terme de Santa Maria d'Oló.

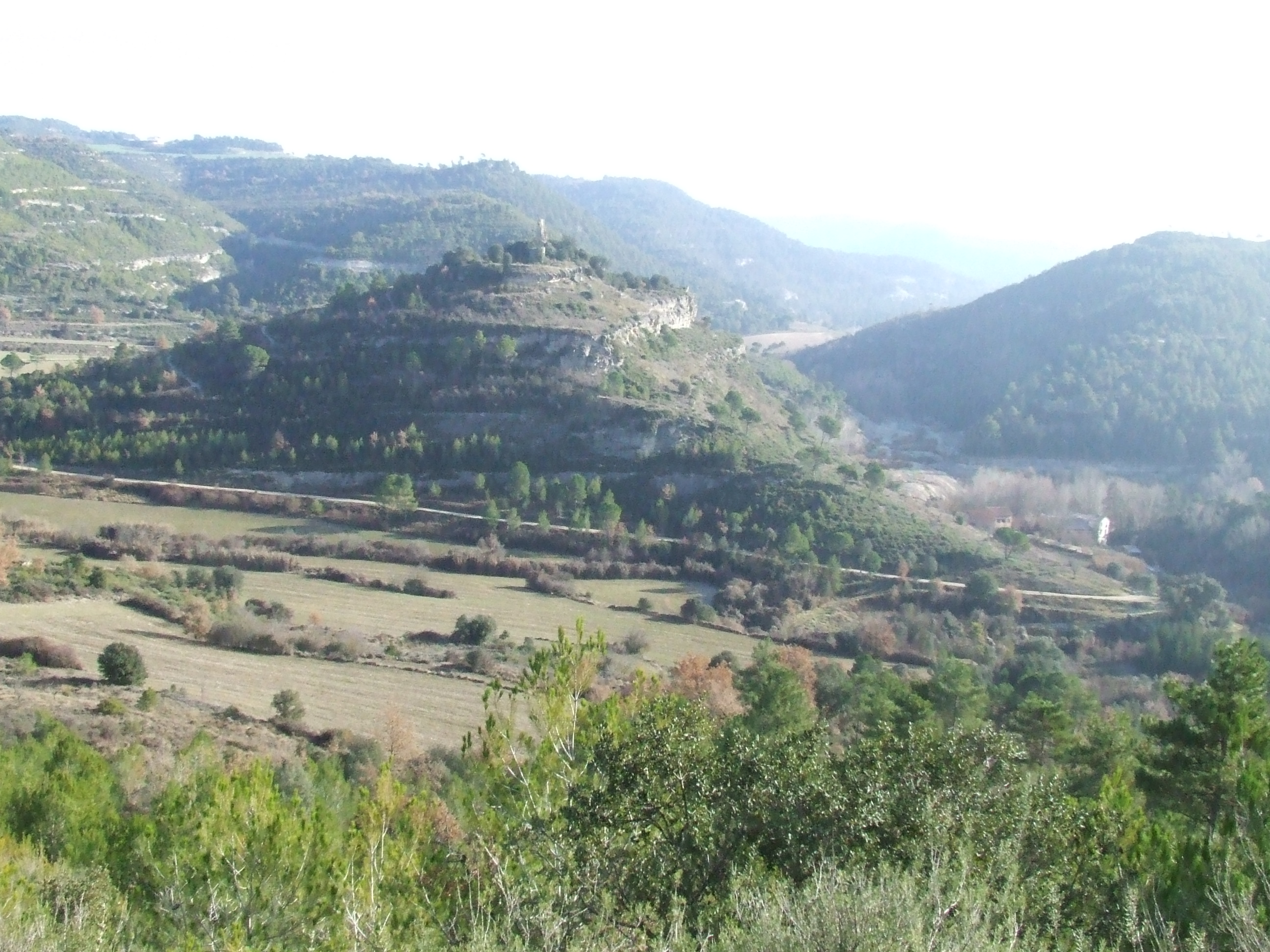
El castell de Calders i l'antic meandre del riu del mateix nom, des del GR 177 a la Baga del Molí, prop del Pou de glaç

Ja reunificat, el GR 177 surt de la Plaça Major de Calders pel Carrer de Manresa, que segueix un bon tros fins que aquest carrer fa un primer trencall per anar a trobar la carretera B-431, que travessa, segueix el carrer de les Basses Noves, passa per Cal Vilaró i arriba a l'extrem sud-est de la urbanització de la Guàrdia. Segueix el carrer del Turó de l'Home, paral·lel a la carretera N-141c, la travessa i va a cercar el corriol que davalla pel Bac del Molí cap al torrent de la Querosa i el Molí del Castell, en el vessant de migdia del turó del Castell de Calders.
En aquest lloc, el camí segueix aigües avall el Calders per la seva riba dreta, passa ran de Malniu, que queda al nord-oest del camí, travessa el Pla de Malniu, a l'extrem del qual travessa a gual el Calders. Ja a l'esquerra d'aquest riu, fa la volta al Rial del Mestre Jan, seguint de forma paral·lela el sinuós curs del Calders. El camí passa a prop i al sud-est de la Resclosa de Bellveí i de les restes de Sant Andreu de Calders, deixa al nord-oest la Quintana de Bellveí i arriba a la Casa Gran de Bellveí. A l'angle sud-est de la casa es troba l'arrencada d'un camí cap al sud-est. Seguint-lo, el camí puja ràpidament de nivell, i en arribar a l'extrem de ponent de la Baga de Bellveí, el GR 177 travessa el termenal amb Monistrol de Calders, i torna a entrar en el terme d'aquest poble.

### Terme municipal de Monistrol de Calders

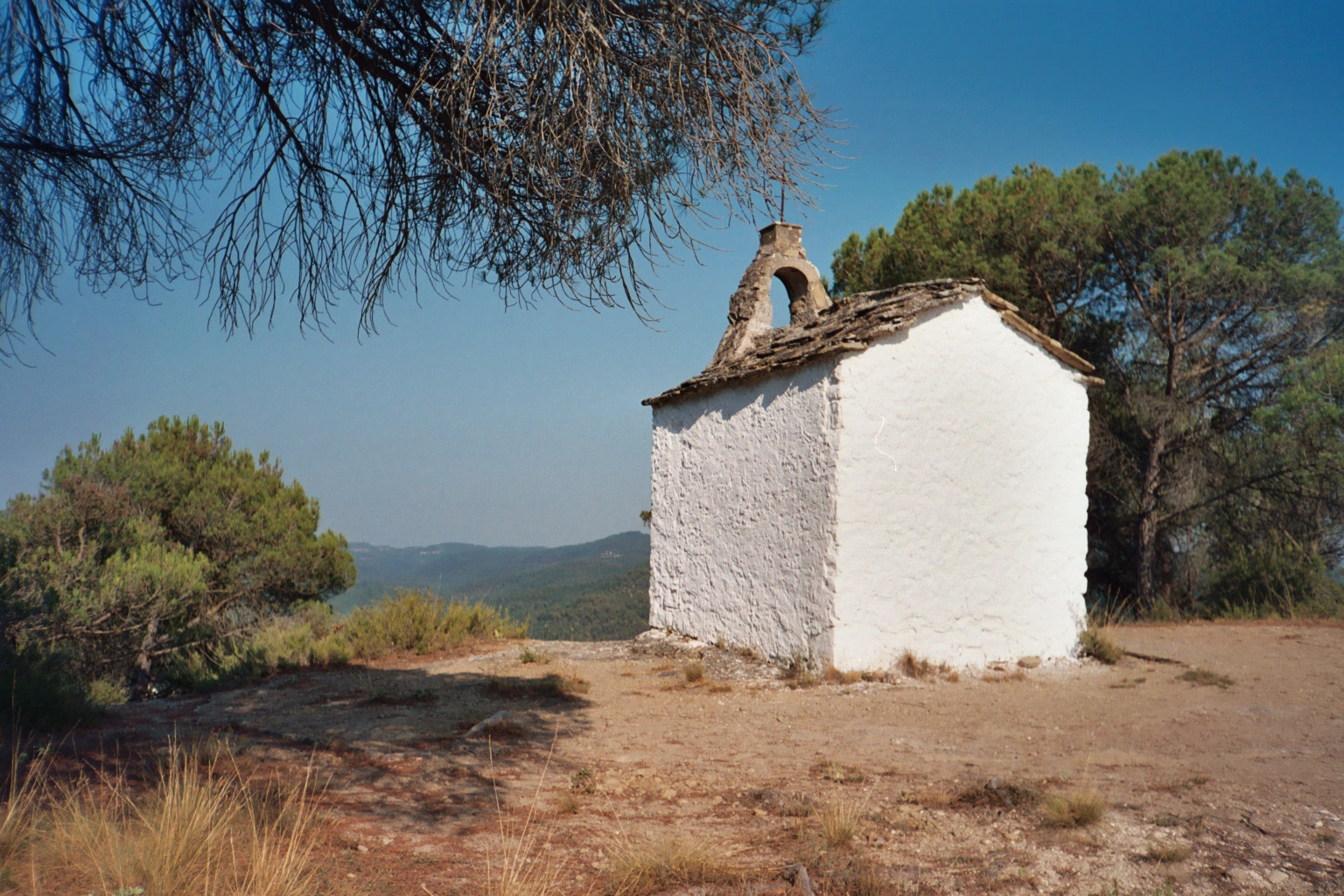
La capella de Sant Pere Màrtir, tal com es veu des del GR 177

Ja dins del terme monistrolenc, el camí, sempre cap al sud-est, segueix el costat nord de la vall del torrent de Bellveí, passa per la Soleia de Mas Pujol, i arriba a la capella de Sant Pere Màrtir, on el GR 177 torna a trobar el GR 3, amb el qual compartirà el tram següent. En aquest tros de recorregut comú, el camí davalla pel Camí de Sant Pere Màrtir, passa pel Coll de Portella i per les Roques de l'Oan, ran del Forn del Peneta pel costat de llevant, fins que arriba davant mateix de la masia del Solà, on el camí baixa per les roques fins que troba la carretera B-124, entra al poble de Monistrol de Calders pel Pont del Solà, i segueix cap al nord-oest l'Avinguda del Dr. Pere Tarrés, fins al carrer de l'Església, on gira cap a llevant. En aquest lloc es tornen a separar el GR 177 i el GR 3, que marxa cap al nord. Passa pel costat de l'església parroquial de Sant Feliu de Monistrol de Calders, deixa al sud el carrer del Molí, i puja per un corriol cap a la Fassina del Solà, després cap a la Font dels Enamorats, i emprèn per un corriol entre el carrer de la Piscina i el del Repetidor cap a la carena, que segueix fins al capdamunt, on hi ha la Piscina Municipal i el Codro Gros.

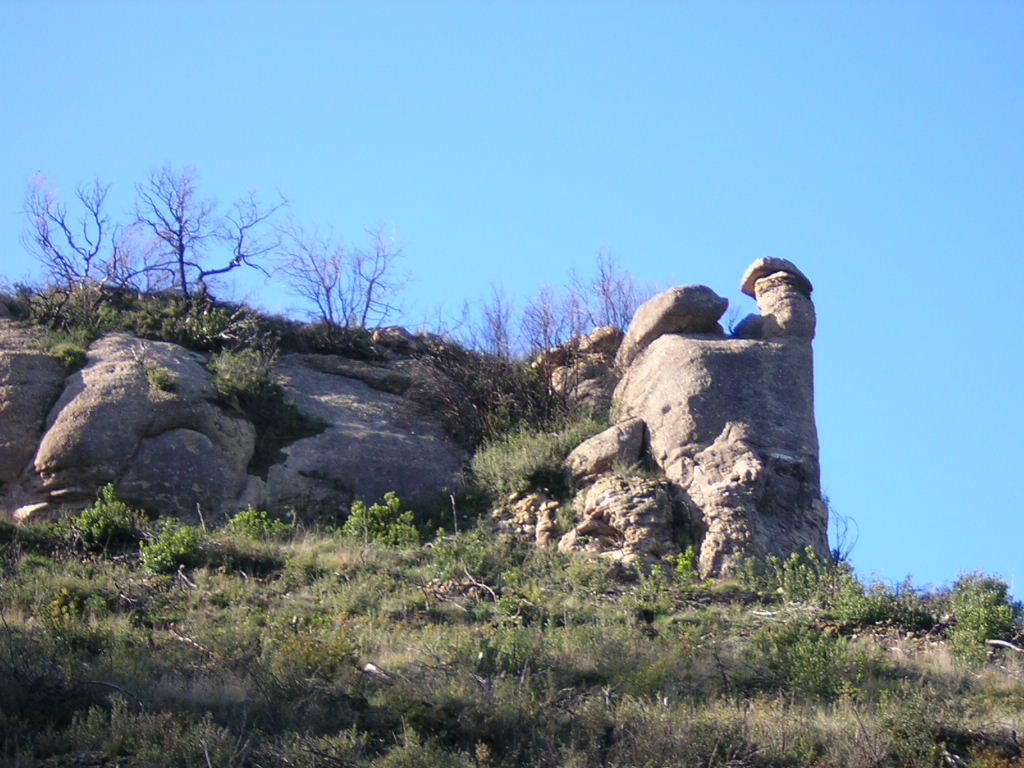
El Codro Barret des del GR 177

Des d'aquest lloc, el GR 177 baixa cap a la Plaça de la Piscina i segueix un carrer que puja fortament cap al sud-est. Aquest carrer, encimentat, arriba a un revolt molt tancat, on comença un corriol cap al sud-est que segueix a força alçada tot el Sot de l'Arç i la Baga de Saladic, pel vessant nord de la Tisora. Passa per sota -nord- del Codro Barret, i arriba al Collet de l'Esquirol. Poc després passa pel Coll Sobirà, i arriba al camí del Pla de Trullars. Per aquest camí, ateny el Dolmen del Pla de Trullars, on el GR s'adreça a l'extre sud-oriental del pla on es troba el dolmen, i agafa el corriol que davalla cap a la masia del Coll. A l'extrem d'aquest pla, al Serrat dels Ermots del Coll, deixa enrere el terme de Monistrol de Calders per entrar en el de Granera. Una part d'aquest tram i la primera part del posterior recorren el Camí de Monistrol de Calders a Granera.

### Terme municipal de Granera
S'entra en terme de Granera al Serrat dels Ermots del Coll, on es conserva un petit tram de calçada l'antiguitat de la qual no ha estat encara determinada, però que pot oscil·lar entre la colonització romana i l'alta edat mitjana. El camí emprèn una forta baixada cap a la masia del Coll. Deixat enrere aquest mas, es deixen a l'esquerra (nord) les Feixes del Coll i a la dreta (sud) la Quintana del Coll. Continua deixant al nord la Serra del Coll i al sud les Vinyes, passa per les Roques de Can Dat, i, arribant ja a Granera, passa per sota i a ponent del Castell de Granera i pel costat, a llevant, de la masia de Bigues, al lloc on la Carena de Bigues enllaça amb el turó del castell. Travessa pel sud el Barri del Castell, i gira cap al nord per tal d'adreçar-se al Barri de Baix.
El GR 177 passa per damunt i al nord-oest d'aquest darrer barri, seguint el Camí de Vila-rúbia. Deixa a migdia Can Miquel, travessa el Pla del Milhomes, i segueix sempre cap al nord pel vessant oriental de la Serra del Pedró deixant a sota i a llevant la masia de l'Agulló. Un cap passada la Roca de l'Àguila, extrem septentrional de la Serra del Pedró, el camí gira cap al nord-oest, seguint el vessant nord-est de la Serra de Granera. Passa entre la muntanya del Castellar, al sud-oest, i la masia de la Manyosa, al nord-est, i va fins al vessant de llevant de la Trona, fent una volta en forma d'arc per damunt de la Manyosa, des del seu sud-oest fins al nord. Quan arriba a aquest darrer punt, en el vessant oriental dels contraforts del Turó de Cisnolla i damunt de la Pineda de la Manyosa, que queda a l'est. És el lloc on es deixa enrere el terme municipal de Granera i s'entra en el de Castellterçol, a la vall de la Sala de Sant Llogari.

### Terme municipal de Castellterçol
En aquest lloc, ja dins del terme castellterçolenc, el camí emprèn tot un arc pel vessant nord del Turó de Cisnolla, fins que se situa a ponent del turó, moment en què queda al nord la masia de Vila rúbia i enllaça amb la Serra de l'Olleret, que cal resseguir d'est a oest. Es passa per sota de les restes de la masia de l'Olleret, per la Baga de Vila-rúbia, fins que es passa a la Baga del Miracle. Just dessota del Coll de la Baga del Miracle, però sense passar-hi, el GR 177 comença un tram de camí de forta baixada, amb diverses ziga-zagues, que el menen de primer a la Baga de la Sala i tot seguit al Pla de Sant Llogari, a l'extrem nord del qual es troba la important masia, ara abandonada, de la Sala de Sant Llogari, amb l'església romànica de Sant Llogari de Castellet.
Des del davant de la masia i l'església, el camí marxa cap a llevant per davallar fins a trobar la Riera de la Sala, que cal seguir aigües amunt per la riba esquerra. El camí va seguint els retombs que fa la riera, de primer passant per una petita resclosa i tot seguit sota del Castellet, turó on hi ha les restes del castell homònim; en aquest lloc queda al nord, a l'altra banda de la riera, l'espectacular arbre conegut com la Pinassa de Sant Llogari. El GR 177 fa tota la volta al turó pel vessant nord, d'oest a sud-est, sempre a l'esquerra de la riera, fins que passa entre la Soleia de la Sala (nord) i la Baga de Vila-rúbia (sud). A l'extrem oriental d'aquests dos llocs, el GR 177 passa a gual el Torrent del Marcet (un dels dos que just en aquest lloc s'ajunten formant la Riera de la Sala; l'altre és el Torrent de Vilanova) i segueix aquest torrent per la seva riba dreta. Tot seguit passa al sud i per sota del Puig de Mira i del Pla de les Forques, deixant a migdia la Baga de Vilanova i el Fornot de Vilanova, moment en què el camí gira cap al nord i s'enfila a la Serreta pel sud-oest de la Quintana de Vilanova, fins que torç cap a llevant i arriba a la masia de Vilanova.
Tot seguit, el GR 177 fa una giragonsa cap al sud-est i després cap al nord per baixa al Torrent de Vilanova, travessar-lo, i enfilar-se cap al vessant meridional del Serrat del Moro, en direcció est. Travessa el Camp Gran de Cal Baldiri i passa a prop i al nord de Cal Baldiri, seguint a certa alçada la vall del Torrent de la Codina. Deixa al costat sud el paratge de la Font de la Blada, on hi ha la font d'aquest nom, travessa el Sot del Pla de les Forques, i s'adreça als Terrers de la Codina, on hi ha la masia de la Codina, que queda apartada a migdia del camí. Tot seguit, puja per l'Obaga del Pla de les Forques sense acabar d'arribar al Pla de les Forques (és el segon pla amb el mateix nom en poc tros), per sota del qual passa. Deixa aquest pla al nord, i el GR torç cap al sud, passant per sota i a ponent del Pla de les Boixes, fins que arriba al Collet de Sant Fruitós, on hi ha la creu dedicada al mateix sant; aquest collet queda ja al damunt mateix de Castellterçol. El camí baixa cap al sud-sud-est, deixant a llevant els Pins d'en Rafel i el paratge de la Font del Viver, i al sud-est el Pla dels Pins del Pujolet, fins que ateny l'extrem de ponent del carrer de Sant Llogari, pel qual entra a Castellterçol.
Tanmateix, el GR 177 no entra en aquest poble: de seguida que el toca, gira cap al sud, per tal d'anar a buscar el Castell de Sant Miquel seguint el carrer de Pasqual cap a la Cleda, agafant després cap a l'est pel carrer del Mestre Joan Mercader fins al Call Fondo, i tornant a girar cap al sud pel Passeig del Castell, mitjançant el qual hom arriba al Turó del Castell, on hi ha el castell acabat d'esmentar.

### Terme municipal de Castellcir (Sant Andreu de Castellcir)

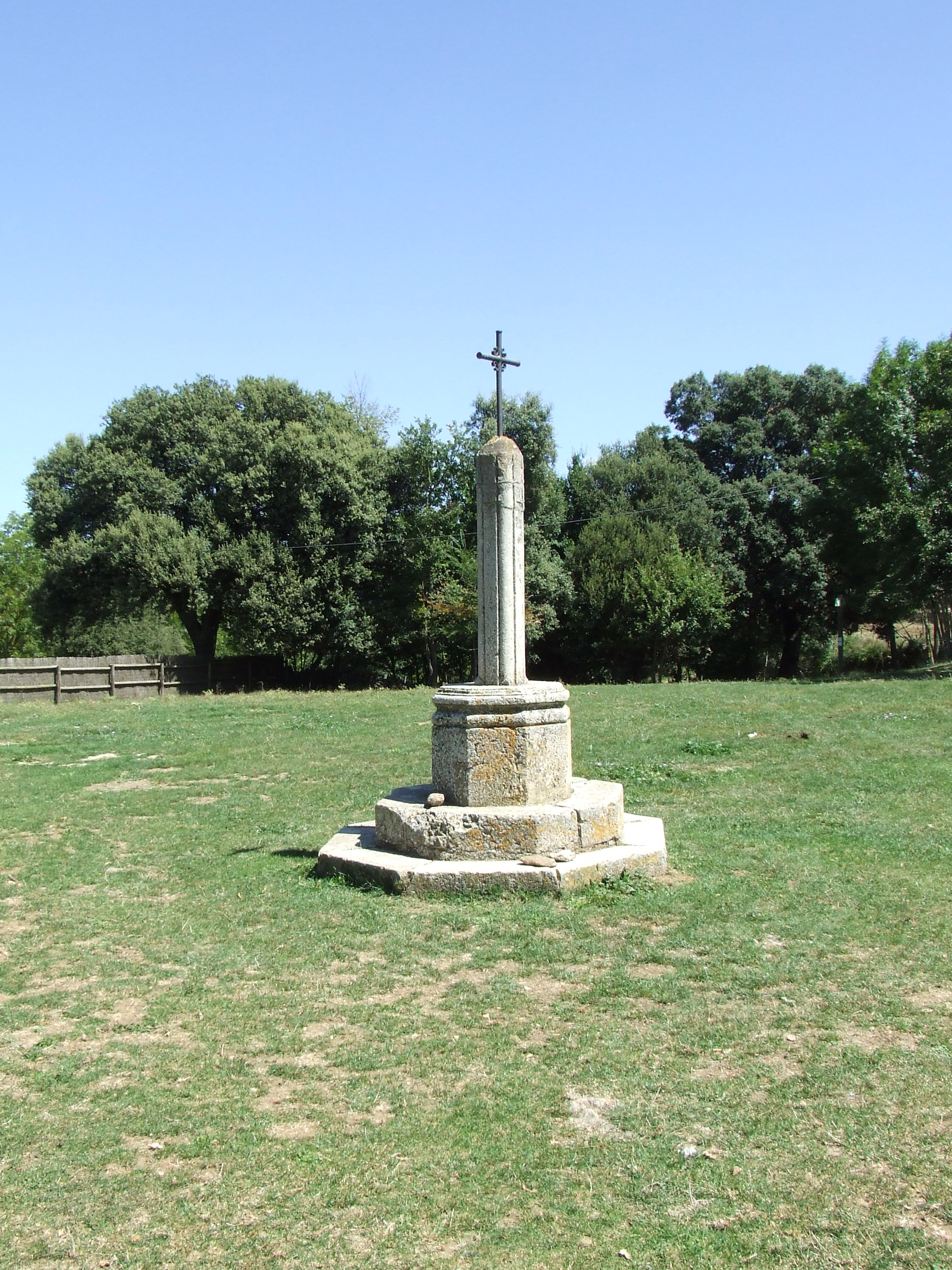
La Creu a peu del GR 177 a Santa Coloma Sasserra

### Terme municipal de Castellcir (Santa Coloma Sasserra)
Des del Pla de Can Moianès, a ponent de la urbanització de la Penyora, el GR 177 entra en el terme parroquial de Santa Coloma Sasserra. Segueix la direcció nord-est, fins que, poc després, va girant cap al nord i, encara, cap al nord-oest, deixa a llevant la masia de Serracaixeta, troba l'arrencada cap a ponent del Camí de Santa Coloma Sasserra a les Berengueres, i puja cap a la plana on es troba l'església de Santa Coloma Sasserra, la masia del Giol i la Rectoria.
A mitja pujada final passa a prop de les restes de la Domus de Santa Coloma, situada en un alzinar a ponent del camí. Passa a tocar i a ponent del Roure del Giol, travessa la plana pel mig, deixant el Giol i l'església a llevant i la Rectoria a ponent, i marxa cap al nord. Poc després deixa el Bonifet a sota i a llevant, i s'enfila cap a la Serra de Santa Coloma, on troba el termenal entre Castellcir i Collsuspina.
Cal destacar que en aquest tram final el GR 177 no comparteix traçat amb el Camí de Collsuspina, ja que el camí per a vehicles ha estat desplaçat a llevant de Santa Coloma Sasserra. Els dos traçats es retroben al nord de l'església.

### Terme municipal de Collsuspina
En el moment de tornar a entrar en el terme de Collsuspina, el GR 177 discorre per la carena que fa de termenal entre Moià i Collsuspina, per la qual cosa torna a trepitjar, per poc tros, el terme municipal de Moià. El GR 177 abandona el camí principal, que és el Camí de Castellterçol a Collsuspina, o de Collsuspina a Santa Coloma Sasserra, i va a buscar la riba dreta del torrent de l'Espina. Passa pels Plans de l'Espinoi, la masia de l'Espinoi, deixant a llevant el Molí de l'Espina i a ponent les masies de Can Pedrós i el Collell, i entra a Collsuspina per l'extrem sud del nucli urbà, tancant així el circuit circular del GR 177.